# Quốc lộ 39B
Quốc lộ 39 là tuyến giao thông đường bộ nối Hưng Yên với Thái Bình.

## Lộ trình
Tuyến đường này có hướng Đông-Tây. Đầu phía Đông tại Phố Nối, thị xã Mỹ Hào, tỉnh Hưng Yên, giao với Quốc lộ 5. Đầu phía Tây tại thị trấn Diêm Điền, huyện Thái Thụy, tỉnh Thái Bình, sát Biển Đông.
Quốc lộ 39B có lộ trình: TT. Ân Thi - TT. Vương - TP. Hưng Yên - Cầu Hưng Hà - Cầu Thái Hà - TT. Hưng Hà - TT. Đông Hưng - TT. Diêm Điền - TT. Tiền Hải - TT. Thanh Nê - TP. Nam Định.
Cầu Triều Dương trên Quốc lộ 39 vượt qua sông Luộc. Một đầu cầu thuộc huyện Tiên Lữ, tỉnh Hưng Yên, đầu cầu còn lại thuộc huyện Hưng Hà, tỉnh Thái Bình. Quốc lộ 39 được chia làm 2 đoạn, không kết nối với nhau mà đi chung với Ql 10, đoạn Phố Nối - Thị trấn Đông Hưng và đoạn Gia Lễ - Diêm Điền. Đoạn Phố Nối - Cầu Triều Dương hiện đã được nâng cấp, cải tạo nên đường khá êm thuận, đoạn Gia Lễ - Diệm Điền được cải tạo, mở rộng, riêng đoạn Triều Dương - Đông Hưng đã xuống cấp nghiêm trọng trên đoạn đường này có cây cầu Lai được xây dựng từ năm 1960 chiều dài 22m chiều rộng 4m xuống cấp nghiêm trọng.